# Paperino campione di hockey
Paperino campione di hockey (The Hockey Champ) è un film del 1939 diretto da Jack King. È un cortometraggio animato della serie Donald Duck, prodotto dalla Walt Disney Productions e uscito negli Stati Uniti d'America il 28 aprile 1939, distribuito dalla RKO Radio Pictures. Il film è conosciuto anche con i titoli Hockey su ghiaccio, Hockey sul ghiaccio e Il campo di hockey. A novembre del 1997 fu inserito nel film di montaggio direct-to-video I capolavori di Qui Quo Qua.

## Trama
Su un lago ghiacciato, Paperino deride Qui, Quo e Qua per il loro modo di giocare a hockey su ghiaccio e, dal momento che è un campione di hockey e ha pure vinto un trofeo, decide di sfidarli. Dopo il conto alla rovescia, Paperino, per seguire il paleo, si mette a pattinare a velocità elevata da una parte all'altra del lago e riesce diverse volte a segnare con facilità, mentre i nipotini lo guardano sbalorditi. Paperino li deride di nuovo, così loro decidono di unire le forze e, in questo modo, lui non riesce più a farsi valere. In seguito Paperino ingoia il paleo; Qui, Quo e Qua decidono allora di colpire lo zio e alla fine riescono a mandarlo in rete. Con la violenza del colpo, la rete si trasforma in una gabbia di dimensioni minuscole che imprigiona Paperino, il quale non può fare altro che infuriarsi.

## Distribuzione

### Edizione italiana
Il cortometraggio arrivò in Italia il 28 marzo 1959, abbinato al film Johnny, l'indiano bianco, e poi riproposto nel 1972 come parte del programma Pippo olimpionico in occasione dei Giochi olimpici di Monaco. Il corto venne incluso nel 1982 nella VHS Pippo olimpionico in lingua originale. Nel 1997 il corto fu poi doppiato dalla Royfilm in collaborazione con Angriservices Edizioni sotto la direzione di Leslie La Penna e su dialoghi di Andrea De Leonardis per l'inclusione nella VHS I capolavori di Qui, Quo e Qua ed è stato usato in TV, nonché in tutte le successive pubblicazioni home video.

### Cinema
- Johnny, l'indiano bianco (28 marzo 1959)
- Pippo olimpionico (22 giugno 1972)[7][8][4]

### Edizioni home video

#### VHS
- Pippo olimpionico (settembre 1982)[3]
- I capolavori di Qui, Quo e Qua (novembre 1997)[1]

#### DVD
Il cortometraggio è incluso nei DVD Walt Disney Treasures: Semplicemente Paperino - Vol. 1, Extreme Sports Fun e Paperino e i corti di Natale.